# Jasper Heywood
Pour les articles homonymes, voir Heywood.
Jasper Heywood né en 1535 à Londres, mort le 9 janvier 1598 à Naples est jésuite, poète et dramaturge anglais.

## Biographie
Né à Londres en 1535, il prit l’habit de jésuite à Rome. Le pape Grégoire XIII l’envoya vers 1581 en Angleterre, où il fut nommé provincial de son ordre. Il mourut à Naples le 9 janvier 1598. Il a laissé la traduction de trois tragédies de Sénèque, et des Poésies et Devises diverses ; quelques-unes ont été insérées dans le Paradis des devises choisies, 1573, in-4°.

## Œuvres
- (en) Seneca, his tenne tragedies translated into Englysh, London, Thomas Marsh, 1581 (lire en ligne)